# Синагава
Синагава (яп. 品川区 Синагава-ку) — один из 23 специальных районов Токио. Здесь находятся девять посольств иностранных государств, множество штаб-квартир японских и иностранных компаний.
По состоянию на 1 мая 2020 года численность населения составляла 416 276 чел., плотность — 18,226 чел./км². Общая площадь района составляет 22,84 км².

## География
Синагава включает в себя природные возвышенности и низменности, а также орошаемые земли. Возвышенности представляют собой восточную часть холмов Мусасино. Они включают в себя Сиба Сироганэдай к северу от реки Мэгуро, Мэгуродай между реками Мэгуро и Татиай, и Эбарадай к югу от реки Татиай.
Район находится на побережье Токийского залива. Граничит со следующими специальными районами Токио: Кото на востоке, Минато на севере, Мэгуро на западе и Ота на юге.
Синагава состоит из пяти основных кварталов:
- Синагава, центральная часть района;
- Осаки, ранее город, простирающийся от станции Осаки до Готанды и станции Мэгуро;
- Эбара, также ранее город;
- Ои, также ранее город;
- Ясио, в котором сохранились орошаемые земли.

## История
Большая часть земель Токио к востоку от императорского дворца была когда-то орошаемыми землями. Мелиорация в основном производилась в период Эдо. После реставрации Мэйдзи в 1869 году была учреждена префектура Синагава. В 1871 году Синагава была интегрирована в Токийскую префектуру.
В специальный район Синагава была выделена 15 марта 1947, в результате объединения районов Эбара и Синагава. Оба района были созданы в 1932 году, в результате расширения муниципальных границ города Токио после Великого землетрясения в Канто 1923 года.
В районе, вблизи железнодорожной станции, работает несколько крупных отелей, предлагающих около 6 тыс. гостиничных номеров. Высокоскоростной поезд Синкансэн начал отбывать от станции Синагава с 2003 года, обслуживая близлежащий офисный комплекс Shinagawa Intercity.

## Политика и правительство
Синагава находится в ведении городского собрания из 40 избранных членов. Мэром с 2007 года является Такэси Хамано, беспартийный. Правительство формируют Либерально-демократическая партия вместе с Новой Комэйто.

## Экономика
В Синагава базируются корпорации «Isuzu Motors» (автомобилестроение), «Sumitomo Heavy Industries» и «NSK Ltd.» (машиностроение), «Фудзи Электрик» (электроника), «Гаккэн Холдингс» (издательское дело), «Ренаун» (интернет-торговля), «Japan Airlines» или «JAL», «JAL Expres» и «JALways» (в 2010 году все операции переданы в Japan Airlines, авиаперевозки), «JAL Hotels» (сеть отелей), «JTB» (туризм), «Namco Bandai Holdings» (видеоигры, игровое оборудование, игрушки, парки развлечений), «Namco Bandai Games» (видеоигры), «Banpresto» (игровое оборудование), «Pola Cosmetics» (косметика), «MOS Food Services» (сеть ресторанов), «Imagica» (кино- и телепроизводство), «Fujikura Parachute» (парашюты и спецодежда). Также здесь расположены штаб-квартиры многих иностранных корпораций, в том числе «Adobe Systems», «Siemens», «Philips», «Phoenix Technologies» и американского бренда «Хонды» «Acura», компания «Kato Works Ltd» (строительная, подъёмная техника и промышленное оборудование).
Ранее в Синагаве находились штаб-квартиры компаний «Sony», «Air Nippon» и «Japan Asia Airways». В районе расположены торговые центры и универмаги «Мусаси Кояма», «Аэон», «Атре», «Ито-Ёкадо», «Ханкю», «Токю», «Ямада Дэнки», а также причалы Токийского порта, завод «Никон», технологические центры «Sony», «Hitachi Soft» и «Sato Pharmaceutical», филиал исследовательского института «Мицубиси», телестудии «TV Tokyo» и «Fuji TV».

## Достопримечательности
- Институт исследований в области человеческого счастья, один из 32 храмов секты «Наука счастья»[англ.][20]
- Национальный институт японской литературы
- Храм Синагава
- Аквариум Синагавы
- Морской научный музей
- Студия «TV Tokyo»

В Синагава расположено несколько высотных зданий, в том числе «Парк Тауэр», «Синагава Интерсити», «Си Форт Скуэр», «Синагава Сисайд», «Канон», «Мицубиси Хэви Индастриз», «Кэйо», «Синагава Ист Ван Тауэр», «Синагава Гранд Сентрал Тауэр», «Тайё Лайф Иншуренс», «Готэняма Траст Тауэр» с отелем «Лафорет», «Гейт Сити Осаки», «Оомори Белл Порт» со штаб-квартирой «Исудзу», «Гаккэн» и «Дай Ниппон Принтинг».

## События
Похищение государственного служащего Киёси Кария сектой Аум Синрикё (28 февраля 1995 года его похитили и держали в Яманаси; Карии вводили тиопентал натрия, чтобы узнать, где находится его сестра, бывший член Аум Синрикё, но Кария неожиданно умер).

## Города-побратимы
- Швейцария, Женева
- Новая Зеландия, Окленд[22]
- Китай, Харбин
- Япония, Хаякава
- США, Портленд, штат Мэн

## Галерея
- Плавучие дома Синагавы
- Парк Тауэр
- Синагава Интерсити
- Готеняма Траст Тауэр
- Гейт Сити Осаки
- Штаб-квартира Japan Airlines
- Штаб-квартира Isuzu
- Офис Дай Ниппон Принтинг
- Штаб-квартира Гаккэн Холдингс
- Штаб-квартира Пола Косметикс
- Студия TV Tokyo
- Квартал Готанда